# Julian Musielak
Julian Musielak (ur. 7 listopada 1928 w Poznaniu, zm. 11 października 2020) – polski matematyk, profesor.
Zajmował się przestrzeniami funkcyjnymi (od m.in. jego nazwiska pochodzi nazwa przestrzeni Musielaka-Orlicza) oraz teorią całki dla funkcji o wartościach wektorowych.

## Życiorys naukowy
2 kwietnia 1958 uzyskał stopień naukowy kandydata nauk matematycznych (doktorat) za pracę pt. O bezwzględnej zbieżności szeregów Fouriera funkcji prawie okresowych oraz funkcji okresowych wielu zmiennych, napisaną pod kierunkiem Władysława Orlicza. Stopień naukowy doktora habilitowanego zdobył 9 czerwca 1962 na podstawie rozprawy pt. On some spaces of functions and distributions (recenzenci: Stanisław Hartman, Władysław Orlicz, Roman Sikorski). 

5 kwietnia 1971 nadano mu tytuł profesora nadzwyczajnego (w wyniku czego uzyskał on stanowisko profesora na Uniwersytecie im. Adama Mickiewicza), a 21 maja 1980 tytuł profesora zwyczajnego. Był dziekanem Wydziału Matematyki i Fizyki, a także prorektorem UAM. 

Był promotorem 37 nadanych doktoratów, w tym Ryszarda Urbańskiego i Leszka Skrzypczaka. 

W latach 1991–1993 był przezesem Polskiego Towarzystwa Matematycznego, a od roku  
2000 jego członkiem honorowym.
Jego córką jest Maria Musielak.
Pochowany obok żony Heleny na Cmentarzu Junikowo w Poznaniu.

## Publikacje książkowe
- Wstęp do analizy funkcjonalnej, PWN, Warszawa 1976.
- Przestrzenie modularne, Wydawnictwo Naukowe UAM, Poznań 1978.
- Orlicz Spaces and Modular Spaces, Springer Verlag, Berlin 1983, ISBN 3-540-12706-2, 0-387-12706-2.
- (wraz z Carlo Bardaro i Gianluca Vinti) Nonlinear integral operators and applications, Walter de Gruyter, 2003. ISBN 3-11-017551-7.
- (wraz z Heleną Musielak) Analiza matematyczna. T. 1 i 2, Wydawnictwo Naukowe UAM, Poznań 1993, 1999.
- (wraz z Leszkiem Skrzypczakiem) Analiza matematyczna. T. 3, Wydawnictwo Naukowe UAM, Poznań 2006.

## Wyróżnienia
4 czerwca 2007 Uniwersytet Zielonogórski przyznał mu  tytuł doktora honoris causa. 
W roku 2011 został odznaczony Krzyżem Oficerskim Orderu Odrodzenia Polski.